# Наргіз Аліярова
Наргіз Аліярова (азерб. Nərgiz Əliyarova; нар. 1968, Баку) — азербайджанська піаністка і музикознавиця класичної музики.

## Життєпис
Народилася в Баку 1968 року.
У 1986 році закінчила з золотою медаллю Середню спеціальну музичну школу імені Бюльбюля і вступила до Азербайджанської державної консерваторії на фортепіанний факультет. У студентські роки за успіхи в навчанні відзначена Ленінською стипендією. 1991 року з відзнакою закінчила консерваторію і продовжила своє навчання в асистентурі-стажуванні при консерваторії.
Від 1992 року Аліярова почала працювати у Бакинській музичній академії, спершу викладачкою, потім старшою викладачкою, доценткою і з 2010-го року професоркою. 2001 року захистила дисертацію на тему «Сонати для скрипки і фортепіано азербайджанських композиторів» (Питання стилю і інтерпретації) і здобула науковий ступінь кандидата мистецтвознавства. Від 2002 року вона є солісткою Азербайджанського державного фортепіанного тріо, створеного при Азербайджанській державній філармонії.
У 2009 і 2010 роках вона випустила два компакт диски. Аліярова — авторка понад десяти наукових статей, методичних посібників і навчального посібника.
З дев'яти років Аліярова почала виступати в республіці і ряді країн Європи із сольними концертами, в складі різноманітних ансамблів і як солістка із симфонічними і камерними оркестрами.
Після закінчення консерваторії стажувалася в Росії, Німеччині і Великій Британії.
2008 року Наргіз завоювала II місце і звання лауреатки на 11-му Міжнародному конкурсі імені П'єтро Ардженто в Італії. Того ж року Аліярову відзначено званням заслуженої артистки Азербайджанської Республіки. 2010 року Вища атестаційна комісія Азербайджанської Республіки присудила Аліяровій вчене звання професора. Того ж року їй присуджено Почесний диплом Польської держави за «пропаганду творів Шопена».